# Fabián
Artikeln följer den spanska namnseden; faderns efternamn är Ruiz och moderns efternamn Peña.
Fabián Ruiz Peña, mer känd som endast Fabián, född 3 april 1996, är en spansk fotbollsspelare som spelar för Paris Saint-Germain.

## Klubbkarriär
Den 5 juli 2018 värvades Fabián av italienska Napoli, där han skrev på ett femårskontrakt.
Den 30 augusti 2022 värvades Fabián av Paris Saint-Germain, där han skrev på ett femårskontrakt.

## Landslagskarriär
Fabián debuterade för Spaniens A-landslag den 7 juni 2019 i en 4–1-vinst över Färöarna, där han blev inbytt i den 74:e minuten mot Isco.
Fabián var med i Spaniens trupp som vann U21-EM 2019, där han bland annat gjorde ett mål i finalen mot Tyskland.